# 许松佶

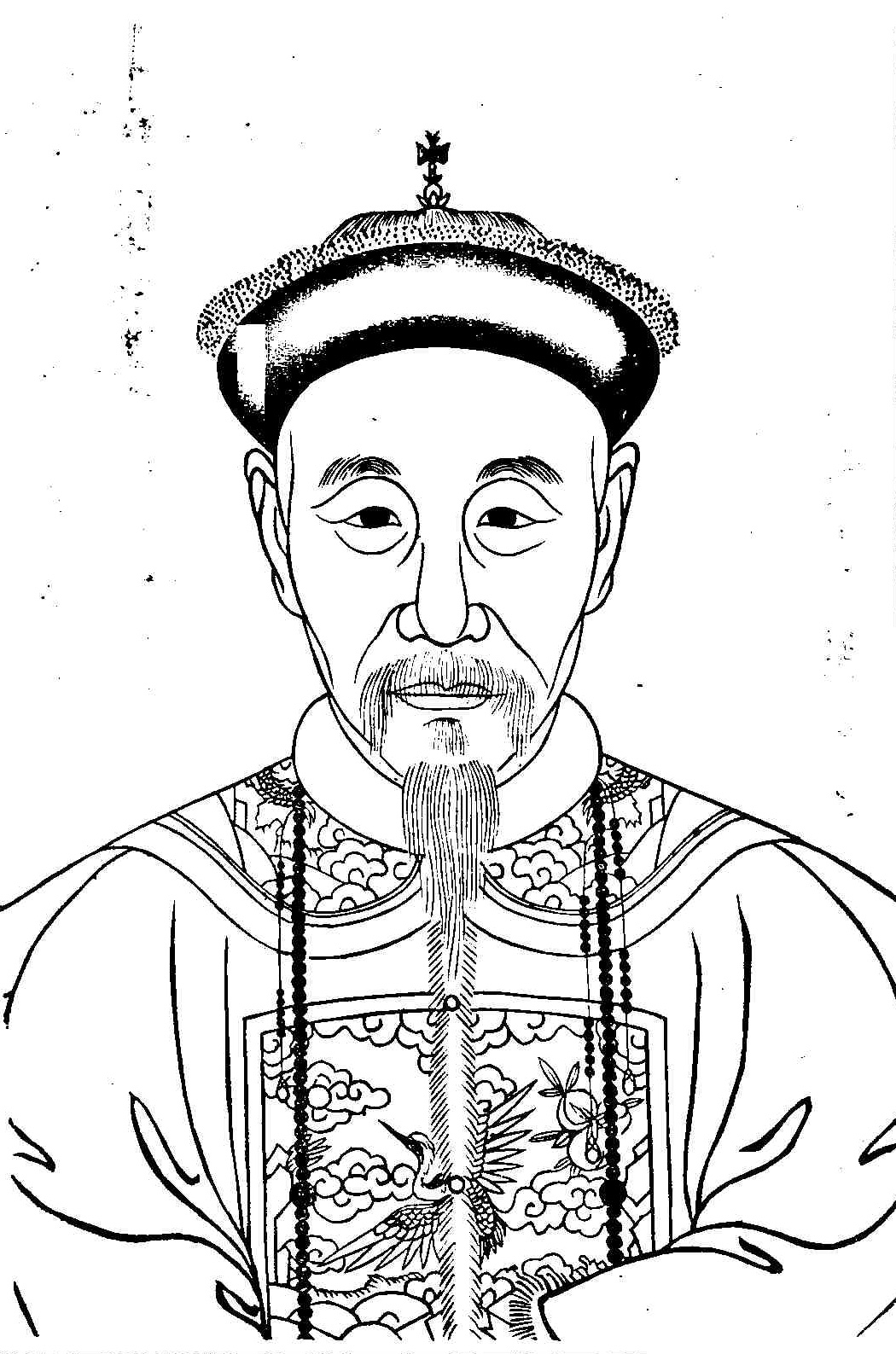
许松佶像

许松佶（1693年—1764年），字吉衷，号青巖，晚号拙夫，福建闽县人，清朝政治人物。

## 生平
许松佶于雍正六年（1728年）出任山西夏县知县。旋调任江西万载县知县、南丰县知县。后被革职。乾隆四年（1739年），署江苏昆山县知县。乾隆六年（1741年），任常熟县知县。次年升高邮州知州。乾隆十一年（1746年），调海州知州。乾隆十三年（1758年），升任淮安府知府。次年调任安徽庐凤道，署按察使。乾隆十七年（1752年），出任江苏按察使。乾隆二十年（1755年），升任江苏布政使。乾隆二十二年（1757年），因事迁连被革职。不久任山东兖沂曹济道。乾隆二十三年（1758年），先后升任广东按察使、湖南布政使。乾隆二十五年（1760年），调甘肃布政使。旋又调安徽布政使。乾隆二十九年（1764年）去世，终年71岁。

## 家族
许松佶是宋代名臣、状元许将之后，为闽海许氏第二十八世。他乾隆年间在无锡定居，成为无锡既翕堂许氏始迁祖。其住宅原为太平天国潮王黄子隆的府邸，位于无锡市崇宁路7号。1998年被拆，现为无锡市人民检察院所在地。
许松佶的后代包括翻译家许景渊（劳陇）、外交官許熊章、海军将领许凤藻、历史学家许倬云等。